# フロントライン (D.IKUSHIMAのゲーム)
『フロントライン』 (FRONT LINE) は、D.IKUSHIMAによって制作されフリーウェアとして公開された横スクロール型のアクションシューティングゲーム。ベクターにおいて2003年2月1日に公開されたWindows用のダウンロードゲームである。最新版は2016年7月25日公開のver.1.37であり、窓の杜では「古いゲームでありながら根強いファンをもち、その魅力は今なお色褪せない」とされている。

## システム
（出典：）
操作キャラクターである主人公を操作し、敵の兵士を倒しながら進む横スクロール型のアクションシューティングゲームとなっている。操作はキーボードとマウスによって行われる。敵の攻撃を受けると主人公の体力ゲージが減少し、これがすべてなくなるとゲームオーバーになる。100メートル進むごとに救援物資が出現し、これを取ることによって体力を全回復させることができる。
プレイヤーはマウスによって照準のマークを移動させ、クリックすることでその方向に弾丸を発射できる。使用できる銃としてハンドガン・マシンガン・ショットガン・スナイパーライフルの4種類が存在し、それぞれ性能が異なる。無限に発射可能なハンドガン以外の銃は弾薬を必要とし、敵を倒すことなどによって加算される「補充ポイント」を消費して補充できる。弾薬の補充や武器の交換は、画面下部に存在するパネルをクリックすることによって行われる。また装備せずに使用できるサブウェポンとして手榴弾が存在する。ほかに防具として使用する盾があり、主人公が盾を構えている間は正面に向かってくる弾丸を防ぐことができるが、防御中は攻撃することができず武器の交換や弾薬の補充もできない。
ゲームオーバーになると、「今回の戦果」として補充ポイント・進攻距離・掃討数のほか、これらを総合した得点である「功績点」が表示され、それに応じた軍隊の階級が示されるようになっている。この階級が少佐以上になると、タイトル画面からスタッフロールを見ることができるようになる。

## 制作背景
作者であるD.IKUSHIMAは、ゲーム&ウオッチのようなコンセプトで制作したためクリアという概念はなく、「徐々に上がっていく難易度の中、延々とプレイすることに快感を感じて欲しい」と述べている。難易度については、テストプレイによって「ごく一般的な技術の人」でも1000メートル前後までは進めるように調整したとしている。そして「武器交換する手間と敵を倒す手間と補充する手間」を考えてプレイするのが醍醐味であるとしている。また本作には残機やゲームオーバー時のコンティニュー機能は存在しないが、この点については「一機で終わりだからこそ、敵の狙撃やヘリの銃撃に恐怖を感じる」と述べている。
10年ぶりのアップデートとなる2016年7月20日公開のver.1.35では、描画処理が全面的に作り直されてDirect3D（DirectX9）ベースへと一新され、Windows 8などでのプレイが可能となったほか、ウィンドウモードへの切り替え機能も追加されている。D.IKUSHIMAは、「10年前の自分が恐ろしく作り込んでいたのを痛感するボリューム」の作業であったとしており、また「描画周りの仕様が変わってしまったので当時の手法が使えず、四苦八苦しながらそこもなんとか今の技術で再現」したと述べている。

## 評価
本作は、ふりーむ!のFREE GAME AWARDSに2回ノミネートされ、2003年窓の杜大賞においてもノミネートされている。2004年の第8回CESA GAME AWARDSにおいても、INDIES部門の一次審査を通過しノミネート作品となっている。
窓の杜のReview NEWSでは、「兵隊の動きや銃弾の飛び交う音などがリアルに再現されており、戦争映画の主人公となり果敢に敵兵を倒していく雰囲気を味わえる」と評されている。また2016年の記事では、シンプルなゲームであるが「戦術性」は高いと評されている。
『インディーズゲーム for Windows』（工学社）では、「補充や武器の持ち替え操作はやや面倒だが、それもゲームに緊張感を持たせるいい意味での演出となっている」と評されている。
『PC Japan』では、ゲーム&ウオッチのような「シンプルでプレイしやすい」ゲームとして紹介されている。操作方法については「一見簡単だがちょっと癖がある」とし、照準の操作には「少々慣れが必要」であるとしている。また武器の交換については、「最初はじれったい」が「プレイしていると、このもどかしさがよい持ち味に感じるから不思議」と評されている。
『遊べるゲーム フリー＆シェアソフト厳選160』（成美堂出版）では、「編集部が選ぶ! 夢中になったゲームソフトBEST10」の1位として紹介されており、「補充のためのたったひとつの手順が隙を生み、生死を分けるスリル満点のゲーム」と評されている。
『Free Games』（晋遊舎）では、「フリーゲームの中でも多くのプレイヤーに愛されてきたゲーム」を紹介するコーナーとされる「キング・オブ・フリーゲーム」のACT編において、「非常にシンプルだが、ヤミツキになる面白さ」であると評されている。
『タダで楽しむ!ウインドウズ最強ゲーム100』（インフォレスト）では、「滑らかで芸の細かいキャラの動きも秀逸」と評価されており、「登場するのは落書きのような棒人間たちだが、その動きが実に細かい」と評されている。
『無料最新Windowsゲーム200+』（笠倉出版社）では、「異彩を放つシューティングの傑作」と評されており、「ビジュアルよりもシステムにこだわった、このレトロで硬派な世界観は、80年代のゲームをプレイした世代の人ならすぐにわかるだろう」としている。照準の操作については、「最初は慣れないかもしれないが、コツさえ掴めばパッドにはできない細かい動きも可能」であるとしている。